# Yunus-bek Bamatgireyevich Yevkurov
Yunus-bek Bamatgireyevich Yevkurov (tiếng Nga: Юну́с-бек Баматгире́евич Евку́ров; sinh ngày 23 tháng 7 năm 1963) là Thứ trưởng Bộ Quốc phòng Liên bang Nga, nguyên Nguyên thủ của nước cộng hòa tự trị Ingushetiya thuộc Liên bang Nga từ tháng 10 năm 2008 đến tháng 6 năm 2019.
Yu. B. Yevkurov là một quân nhân trong binh chủng đổ bộ đường không (lính nhảy dù) Nga, ông từng tham gia hai cuộc chiến tranh Chechnya, chiến tranh Kosovo và được phong tặng danh hiệu Anh hùng Liên bang Nga. Hiện ông mang quân hàm Đại tướng.
Ở cương vị người đứng đầu Ingushetiya, ông được cho là đã ổn định tình hình an ninh trật tự, ban hành một số cải cách tích cực về xã hội

## Tiểu sử
Yu. B. Yevkurov là người Ingush. Ông sinh ngày 23 tháng 8 năm 1963 trong một gia đình nông dân. Ông có 5 chị em và 6 anh em. Ông tốt nghiệp trong ngôi trường mà sau này đã diễn ra vụ khủng bố đẫm máu ở Beslan. Yevkurov kết hôn với bà Mareta Yevkurova vào ngày 23 tháng 12 năm 2007, hai người có một con trai sinh vào ngày 1 tháng 12 năm 2008.

## Binh nghiệp
Yu. B. Yevkurov phục vụ trong lực lượng Hải quân đánh bộ của Hạm đội Thái Bình Dương, quân đội Liên Xô từ năm 1982 theo lệnh nghĩa vụ quân sự.
Năm 1985, Yevkurov được cử đi học Trường cao đẳng binh chủng đổ bộ Đường không Ryazan, tốt nghiệp năm 1989. Ông bắt đầu phục vụ trong đơn vị trinh sát của Trung đoàn dù Cận vệ 350 ở Borovukha-1 (vùng Vitebsk), Belarus. Từ tháng 1 năm 1990 đến tháng 9 năm 1991, Sư đoàn Dù Cận vệ 103, bao gồm Trung đoàn Dù Cận vệ 350, tạm thời được chuyển giao cho Lực lượng Biên phòng của KGB Liên Xô và được chuyển đến Kavkaz. Các đơn vị của sư đoàn, bao gồm trung đoàn 350, đã phục vụ và thực hiện các nhiệm vụ chiến đấu để bảo vệ biên giới nhà nước tại các khu vực của Biệt đội biên giới 43 và 44 thuộc Quận biên giới ngoại Kavkaz (SSR Azerbaijan và SSR Armenia). Ông đã phục vụ ở các vị trí chỉ huy trong Lực lượng Nhảy dù. Ông đã tham gia vào các hoạt động chống khủng bố ở Bắc Kavkaz. Đặc biệt, biệt đội của Yevkurov, trong khi thực hiện một trong những nhiệm vụ trinh sát khu vực, đã phát hiện và giải cứu 12 quân nhân Nga khỏi nơi giam cầm. Năm 1997 ông học và tốt nghiệp Học viện Quân sự Frunze. Năm 2004 tốt nghiệp Học viện Bộ Tổng Tham mưu.
Yevkurov phục vụ trong lực lượng gìn giữ hòa bình của Nga tại thành phố Ugljevik của Bosnia trong tháng 6 năm 1999. Vào ngày 12 tháng 6, ông chỉ huy một nhóm tác chiến tổ chức một cuộc tiến quân cấp tốc trên quãng đường 500 km để nhanh chóng đánh chiếm sân bay Quốc tế Pristina trước khi quân NATO kịp đến. Quân Nga đã nhanh chóng chiếm sân bay trước NATO, và quân đội hai bên chạm mặt nhau trong suốt ngày hôm đó, tuy nhiên sự việc đã được dàn xếp mà không có thương vong.
Sau đó Yevkurov tiếp tục phục vụ trong Binh chủng Đổ bộ Đường không (VDV) và tham gia các hoạt động chống khủng bố ở Bắc Kavkaz. Trong cuộc chiến tranh Chechnya năm 2000, ông chỉ huy trung đoàn đổ bộ đường không số 217 (thuộc sư đoàn đổ bộ đường không cận vệ số 98). Trong một lần trinh sát trận địa, lực lượng của Yevkurov đã phát hiện ra một nhóm tù binh Nga đang bị giam giữ trong một tòa nhà. Đơn vị của Yevkurov đã tiêu diệt lính canh và xâm nhập vào nơi giam giữ, nhưng ngay sau đó quân ly khai Chechnya đã kéo đến bao vây họ. Yevkurov và các đồng đội đã tổ chức phá vây và giải cứu thành công 12 tù binh bị giam giữ, bản thân ông tham gia yểm hộ cho quá trình di tản thương binh và đã đích thân cõng một đồng đội chạy đến nơi an toàn dù bản thân mình cũng mang thương tích. Yevkurov đã được phong Anh hùng Liên bang Nga vào ngày 13 tháng 4 năm 2000 vì thành tích chiến đấu dũng cảm.
Năm 2004, Yevkurov được bổ nhiệm làm phó tư lệnh của sư đoàn thông tin thuộc Quân khu Volga-Ural.

## Sự nghiệp chính trị
Ngày 30 tháng 8 năm 2008, Yevkurov trở thành nguyên thủ nước cộng hòa Ingusetiya thay cho Murat Zyazikov, quyết định này nhận được sự ủng hộ của người dân.
Ngày 22 tháng 9 năm 2009, ông bị thương nặng khi xe của mình bị đánh bom tại Nazran vào ngày 22 tháng 6 năm 2009. Ngày 23 tháng 10 năm 2011, ông lại bị tấn công nhân ngày quốc lễ của Ingushetiya.
Ông tuyên bố từ chức vào tháng 7 năm 2013, trước kỳ bầu cử nguyên thủ mới của cộng hòa Ingushetiya, nhưng ông vẫn tiếp tục được đề cử và bầu làm nguyên thủ và giữ cương vị này đến tận tháng 6 năm 2019.
Ngày 8 tháng 7 năm 2019, ông được Tổng thống Putin bổ nhiệm làm thứ trưởng Bộ Quốc phòng, quân hàm Trung tướng. Ngày 8 tháng 12 năm 2021, ông được thăng quân hàm Thượng tướng. Ngày 9 tháng 12 năm 2024, ông được thăng quân hàm Đại tướng.
Hiện tại, do tình hình chiến sự tại Ukraina, Yevkurov bị trừng phạt và được liệt vào danh sách hạn chế bởi các nước và khu vực: Hoa Kỳ, Liên minh châu Âu, Vương quốc Anh, Úc, New Zealand, Canada, Nhật Bản và Ukraina.